# Bremondans
Bremondans és un municipi francès situat al departament del Doubs i a la regió de Borgonya - Franc Comtat. L'any 2007 tenia 83 habitants.

## Demografia

### Població
El 2007 la població de fet de Bremondans era de 83 persones. Hi havia 33 famílies de les quals 8 eren unipersonals (4 homes vivint sols i 4 dones vivint soles), 17 parelles sense fills i 8 parelles amb fills.
La població ha evolucionat segons el següent gràfic:
Habitants censats

### Habitatges
El 2007 hi havia 47 habitatges, 35 eren l'habitatge principal de la família, 5 eren segones residències i 6 estaven desocupats. 40 eren cases i 6 eren apartaments. Dels 35 habitatges principals, 28 estaven ocupats pels seus propietaris, 4 estaven llogats i ocupats pels llogaters i 2 estaven cedits a títol gratuït; 3 tenien dues cambres, 6 en tenien tres, 9 en tenien quatre i 16 en tenien cinc o més. 27 habitatges disposaven pel capbaix d'una plaça de pàrquing. A 15 habitatges hi havia un automòbil i a 17 n'hi havia dos o més.

### Piràmide de població
La piràmide de població per edats i sexe el 2009 era:
| Homes | Edats   | Dones |
| ----- | ------- | ----- |
| 0     | 95 o +  | 0     |
| 0     | 90 a 94 | 0     |
| 0     | 85 a 89 | 0     |
| 4     | 80 a 84 | 4     |
| 4     | 75 a 79 | 0     |
| 0     | 70 a 74 | 0     |
| 8     | 65 a 69 | 0     |
| 8     | 60 a 64 | 0     |
| 0     | 55 a 59 | 4     |
| 8     | 50 a 54 | 4     |
| 0     | 45 a 49 | 4     |
| 0     | 40 a 44 | 0     |
| 4     | 35 a 39 | 0     |
| 4     | 30 a 34 | 0     |
| 0     | 25 a 29 | 4     |
| 0     | 20 a 24 | 4     |
| 4     | 15 a 19 | 4     |
| 0     | 10 a 14 | 0     |
| 0     | 5 a 9   | 0     |
| 0     | 0 a 4   | 8     |

## Economia
El 2007 la població en edat de treballar era de 45 persones, 27 eren actives i 18 eren inactives. De les 27 persones actives 25 estaven ocupades (18 homes i 7 dones) i 2 estaven aturades (2 homes). De les 18 persones inactives 12 estaven jubilades, 1 estava estudiant i 5 estaven classificades com a «altres inactius».
Activitats econòmiques
Dels 3 establiments que hi havia el 2007, 1 era d'una empresa alimentària i 2 d'empreses de serveis.
L'any 2000 a Bremondans hi havia 6 explotacions agrícoles.

## Poblacions més properes
El següent diagrama mostra les poblacions més properes.